# Helena (satèl·lit)

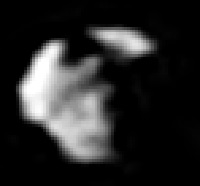
Imatge d'Helena presa pel Voyager

Helena (Helene) és un satèl·lit de Saturn, conegut també com a Saturn XII, descobert en 1980 pels astrònoms francesos Pierre Laques de l'Observatori Pic du Midi i Jean Lecacheux del Observatori de París. Va ser descobert quan els anells de Saturn es veien des de la Terra de cantell. Esta orientació dels anells reduïx molt la llum que difonen quan contemplem el planeta des d'un telescopi i, per tant, permeten la detecció de dèbils cossos en les proximitats d'estos.
Compartix la seva òrbita amb el satèl·lit molt major Dione a què precedix en 60° ocupant el punt de Lagrange L₄. La sonda Cassini ha descobert en L₅ és a dir 60º retardat respecte a Dione al satèl·lit Pòl·lux. (Vegeu: Satèl·lit troià)
- Període orbital = 2d73691 dies
- Semieix major = 377,400 km
- Excentricitat = 0,005
- Diàmetre = 36 × 32 × 30 km